# Тройственная интервенция

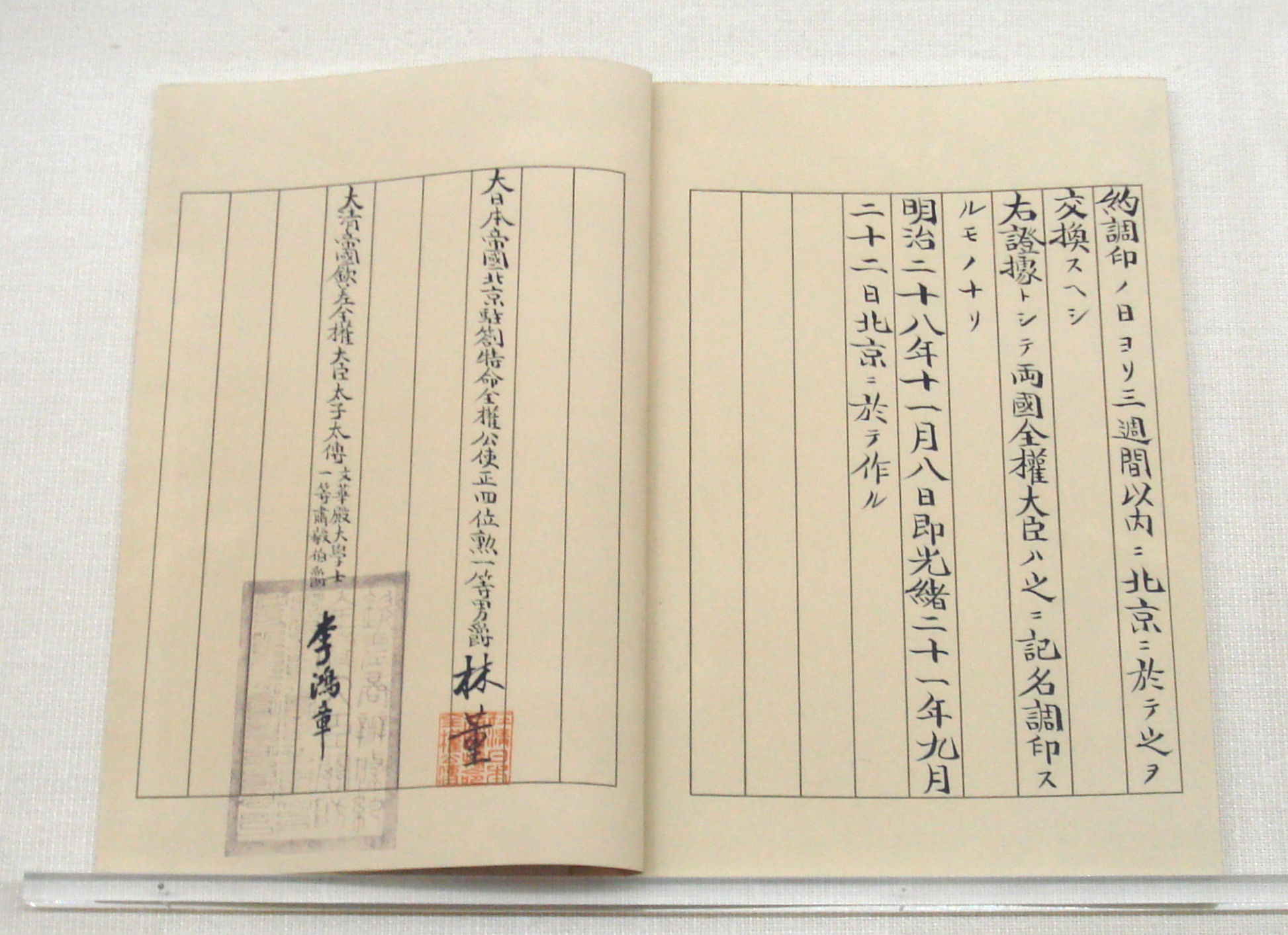
Конвенция о передаче Ляодунского полуострова Китаю 8 ноября 1895 года

Тройственная интервенция (фр. Triple intervention, нем. Intervention von Schimonoseki) — заявления Германии, России и Франции, сделанные Японии 11 (23) апреля 1895 года с требованием пересмотреть условия Симоносекского мирного договора с Китаем, заключённого по итогам японо-китайской войны. Привели к отказу Японии от аннексии Ляодунского полуострова в обмен на дополнительную контрибуцию со стороны Китая в размере 30 миллионов таэлей.
Тройственная интервенция и последующие события (в частности, передача портов Квантунского полуострова в аренду России в 1898 году) были одной из причин русско-японской войны.

## История
23 апреля 1895 Россия, Германия и Франция одновременно, но по отдельности обратились к японскому правительству с требованием отказа от права на владение Ляодунским полуостровом, переданного Японии в результате Симоносекского мирного договора, которое могло бы привести к установлению японского контроля над Порт-Артуром. В качестве дополнительного аргумента в воздействии на японское правительство в Российской империи была объявлена мобилизация войск Приамурского военного округа. Япония была вынуждена согласиться. 5 мая 1895 премьер-министр Ито Хиробуми объявил о выводе японских войск с Ляодунского полуострова. Последние японские солдаты отправились на родину в декабре.

## Итоги
В 1896 году Россия заключила союзный договор с Китаем, согласно которому получила право на постройку железнодорожной магистрали через территорию Маньчжурии (см. Китайско-Восточная железная дорога). Этим Россия надеялась достичь сразу двух целей: укоротить протяжённость железной дороги и сократить строительные расходы, а также ускорить скорейшее утверждение русского влияния в Северном Китае. Договор также предусматривал совместные военные действия против Японии в случае нападения последней на любую из сторон или на Корею.
В ноябре 1897 года Германия заняла китайский Циндао и начала переговоры о его долгосрочной (на 99 лет) аренде у Китая.
Мнения в российском правительстве о реакции на захват Циндао разделились: министр иностранных дел граф М. Н. Муравьёв, поддержанный военным министром П. С. Ванновским, выступил за то, чтобы, пользуясь благоприятным моментом, занять китайские порты на Жёлтом море Порт-Артур или Далянь-ван, аргументируя это желательностью для России получения (незамерзающего) порта в Тихом океане на Дальнем Востоке. Против этого выступал министр финансов С. Ю. Витте, указывая, что
из этого факта (захвата Германией Циндао)… никоим образом нельзя вывести заключения, что и мы должны поступить точно так же, как Германия, и сделать также захват у Китая. Тем более такого вывода нельзя сделать потому, что Китай не находится с Германией в союзном отношении, а мы находимся с Китаем в союзе; мы обещались оборонять Китай и вдруг вместо обороны мы сами начнем захват его территории.
Николай II после некоторого колебания поддержал предложение Муравьёва, и 3 (15) декабря 1897 года русские военные суда встали на рейде Порт-Артура.
15 (27) марта 1898 г. Россией и Китаем в Пекине была подписана Русско-китайская конвенция 1898, согласно которой России предоставлялись в арендное пользование на 25 лет порты Порт-Артура (Люйшуня) и Дальнего (Даляня) с прилегающими территориями и водным пространством и разрешалась прокладка к этим портам железной дороги (Южно-Маньчжурская железная дорога) от одного из пунктов Китайско-Восточной железной дороги.
Осознание того, что Россия фактически отобрала у Японии полученный в результате Симоносекского договора Ляодунский полуостров, привело к новой волне милитаризации Японии, на этот раз направленной против России, под лозунгом «Гасин-сётан» (яп. 臥薪嘗胆, «сон на доске с гвоздями»), призывавшим нацию стойко перенести рост налогообложения ради подготовки военного реванша в будущем.
Участие Германии в интервенции также не осталось без внимания японского правительства и позднее послужило одной из причин японского участия на стороне Антанты в Первой мировой войне. Японский дипломат отмечал, что на Германии лежит доля ответственности за русско-японскую войну: «В 1894 году мы взяли у китайцев Порт-Артур и владели им, ультиматум Германии, России и Франции вынудил нас вернуть Порт-Артур китайцам; что Россия прибегла к ультиматуму — это было понятно: она сама стремилась в Порт-Артур и в незамерзающий порт Дальний; что Франция поддержала Россию — это было естественно, ибо она была с нею в союзе. Но какое вам было до этого дело?».